# Ateneu

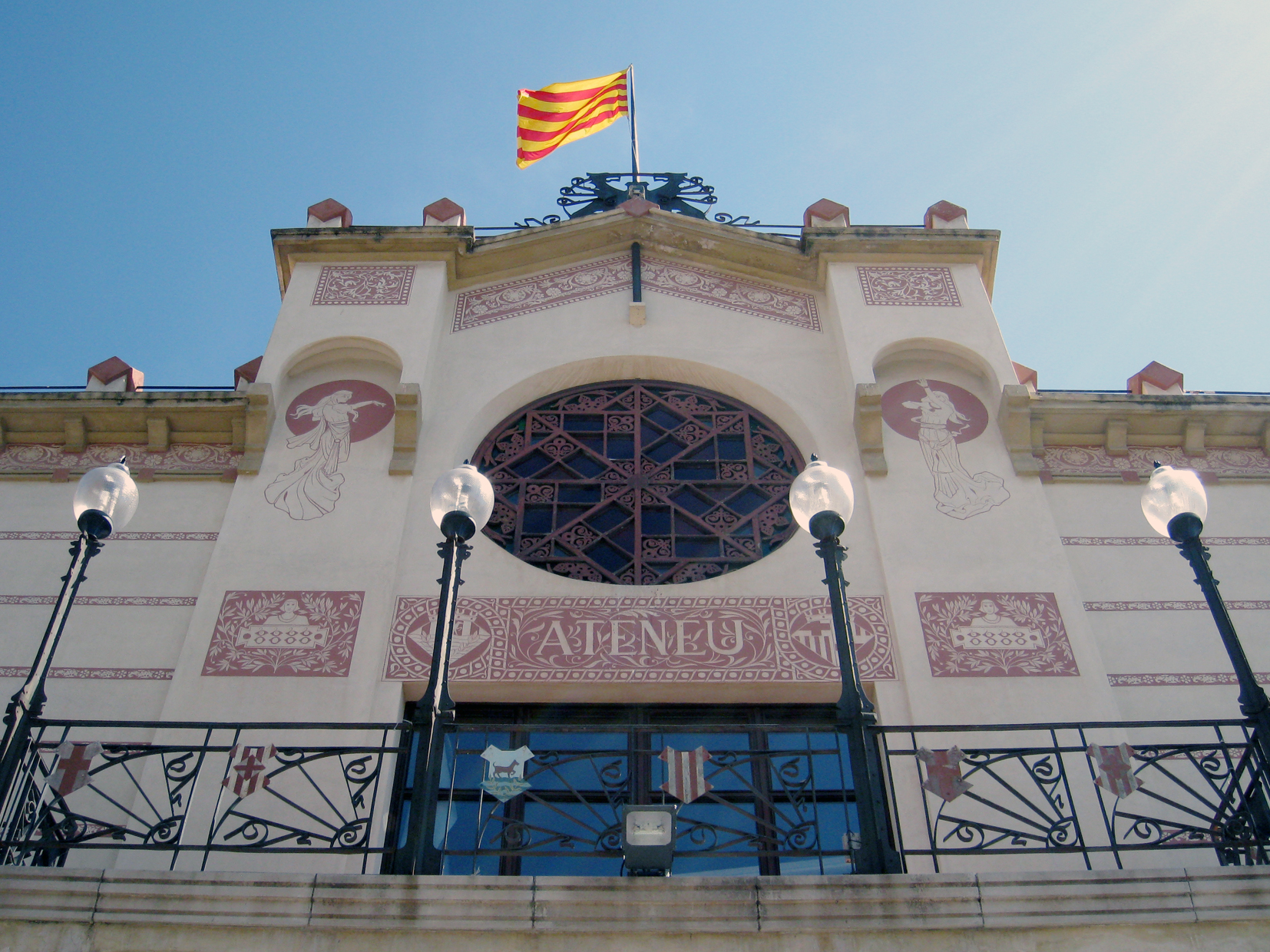
Das Ateneu von Canet de Mar

Ein Ateneu (auf Deutsch „Athenäum“) ist ein traditioneller katalanischer Kulturverein. Der Begriff Ateneu bezeichnet dabei sowohl den Verein selbst, als auch das Gebäude, in dem dieser untergebracht ist. Der Name Athenäum (gr. Athenaion), der ursprünglich ein Heiligtum der Athena – der griechischen Göttin der Weisheit – bezeichnete, wurde später zum Synonym für Unterrichtsstätte oder gelehrte Gesellschaft.
Der Ursprung der Ateneus reicht in die Mitte des 19. Jahrhunderts zurück, als sich im Zuge der Renaixença beim katalanischen Bürgertum aber auch der Arbeitsschaft ein wachsendes Interesse an Erhalt und Entwicklung der eigenen regionalen Kultur manifestierte – eines dieser ersten Ateneus war das 1860 gegründete Ateneu Català (heute das Ateneu Barcelonès mit Sitz in der Carrer Canuda in Barcelona). In den 1930er Jahren finden unter dem Namen Ateneu Republicà („republikanisches Athenäum“) bzw. Ateneu Obrer („Arbeiter-Athenäum“) die Vereine großen Zulauf, die den Gedanken des sozialen Fortschritts und der kulturellen sowie politischen Bildung der Arbeiterklasse verpflichtet sind. Nach dem Ende des spanischen Bürgerkriegs und während der folgenden Franco-Diktatur erleidet die Ateneu-Bewegung einen schweren Einbruch, da viele ihrer Mitglieder ins Exil gehen müssen und das nationalistische Regime versucht, die kulturelle und politische Eigenständigkeit der vormals autonomen Regionen zu unterdrücken. Erst mit Beginn der 1990er Jahre erlebten die Ateneus eine neue Renaissance.
Heutzutage hat nahezu jede Stadt und Gemeinde im Gebiet der Països Catalans ihr eigenes Ateneu. Zur Ausstattung eines typischen Ateneu gehören dabei verschiedene Räume für Veranstaltungen aller Art, ein großer Saal mit Bühne, eine eigene Bibliothek sowie ein Café/Restaurant. Neben Vorträgen, Kursen, Konferenzen, Diskussionsrunde, Lesungen, Konzerten, Theater- und Filmaufführungen dienen die Räumlichkeiten eines Ateneus oft auch als Treffpunkt anderer ortsansässiger Vereine, wie z. B. der lokalen Penya (Fußball-Fanclub), dem Orfeó (Chor) oder dem Club Muntanyenc (Wanderverein).